# Smells Like Teen Spirit
"Smells Like Teen Spirit" là một bài hát của ban nhạc rock người Mỹ Nirvana. Đây là ca khúc mở đầu và cũng là đĩa đơn chính trích từ album phòng thu thứ hai của họ là Nevermind (1991), do hãng thu âm DGC Records phát hành. Bài hát đã thành công vượt ngoài mong đợi, đưa Nevermind vọt lên vị trí quán quân ở một số bảng xếp hạng album vào đầu năm 1992. Sự kiện đó còn là dấu mốc biến thể loại grunge trở thành dòng nhạc phổ thông.
"Smells Like Teen Spirit" là bài hit đình đám nhất của Nirvana ở nhiều quốc gia, đạt thứ hạng cao trên các bảng xếp hạng công nghiệp âm nhạc khắp thế giới vào năm 1991 và 1992, trong đó có thành tích đứng đầu bảng tại Bỉ, Pháp, New Zealand và Tây Ban Nha. Ca khúc đón nhận vô số lời tán dương từ giới phê bình và đứng ở vị trí số một trong cuộc bầu chọn Pazz & Jop do các cây viết của Village Voice tổ chức. Bài hát còn được ví như "bản nhạc hiệu dành cho những đứa trẻ bất cần" của thế hệ X, nhưng Nirvana thì tỏ ra khó chịu bởi hiệu ứng chú ý mà nó đem lại cho nhóm. Nhiều năm kể từ cái chết của Kurt Cobain, các thính giả và phê bình gia vẫn tiếp tục tôn vinh "Smells Like Teen Spirit" là một trong những ca khúc vĩ đại nhất trong lịch sử âm nhạc.
Video âm nhạc (MV) của "Smells Like Teen Spirit" dựa trên khái niệm về một buổi hòa nhạc học đường kết thúc trong tình trạng hỗn loạn và náo động, lấy cảm hứng từ phim Over the Edge của Jonathan Kaplan (1971) và bộ phim Rock 'n' Roll High School của Ramones. Ca khúc đã giành hai giải Video âm nhạc của MTV và lên sóng truyền hình với tần suất dày đặc. Nhiều năm sau, Amy Finnerty – người từng công tác tại bộ phận phát sóng của MTV cho biết MV "đã thay đổi toàn bộ diện mạo của MTV" bằng cách đem lại cho kênh này "một thế hệ hoàn toàn mới". Năm 2000, Sách Kỷ lục Guinness vinh danh "Smells Like Teen Spirit" là bài hát được phát nhiều nhất trên sóng kênh MTV ở châu Âu.
"Smells Like Teen Spirit" nằm trong danh sách "những ca khúc định hình nên rock and roll" của Đại sảnh Danh vọng Rock and Roll. Năm 2001, Hiệp hội Công nghiệp ghi âm Hoa Kỳ (RIAA) đã liệt tên ca khúc ở vị trí số 80 trong danh sách Songs of the Century của tổ chức này. Năm 2002, NME liệt bài hát ở vị trí thứ hai trong danh sách "100 đĩa đơn hay nhất mọi thời" của ấn phẩm này, còn Kerrang! thì liệt tên ca khúc ở hạng nhất trong danh sách "100 đĩa đơn hay nhất mọi thời" của họ. Năm 2004, Rolling Stone xếp "Smells Like Teen Spirit" ở hạng chín trong danh sách 500 bài hát hay nhất mọi thời. Năm 2017, nhạc phẩm được ghi danh tại Đại sảnh Danh vọng Grammy.

## Sáng tác và thu âm
"Smells Like Teen Spirit" là một trong nhiều bài hát được sáng tác sau những buổi thu ngẫu hứng của Nirvana với nhà sản xuất Butch Vig vào năm 1990. Giọng ca chính kiêm nghệ sĩ guitar Kurt Cobain bắt đầu sáng tác bài ít tuần trước khi thu album thứ hai của Nirvana là Nevermind vào năm 1991. Kurt cho biết "Smells Like Teen Spirit" giống như một cách để anh thử sáng tác một ca khúc theo phong cách của Pixies – ban nhạc mà anh vô cùng hâm mộ:
| “ | Tôi đang cố viết ra một ca khúc lấy nhạc pop làm chủ đạo. Về cơ bản là tôi đang cố đạo theo [nhạc của] Pixies. Tôi phải thừa nhận là thế. Khi tôi nghe Pixies lần đầu tiên, tôi đã kết nối với ban nhạc ấy sâu sắc đến mức lẽ ra tôi phải ở trong ban đó – hoặc chí ít là một ban hát lại nhạc của Pixies. Chúng tôi đã dùng cái cảm giác sôi nổi của họ, [từ] êm dịu và yên ắng sang ồn ào và gay gắt. | ” |

Khi Cobain đem bài hát trình bày với các đồng đội trong ban nhạc, bài chỉ có vỏn vẹn khúc guitar riff chính và giai điệu hát điệp khúc. Cobain cho biết đoạn riff của bài là "cliché", tương tự như đoạn riff của Boston hay ca khúc "Louie Louie" của Richard Berry. Tay bass Krist Novoselic gạt đi vì cho là "lố bịch"; để đáp trả thái độ đó của Krist, Cobain bắt ban nhạc phải chơi đoạn riff kia trong một tiếng rưỡi. Cuối cùng, Novoselic bắt đầu chơi đoạn riff chậm hơn, tạo cảm hứng để tay trống Dave Grohl tạo nhịp trống, lấy cảm hứng từ các nghệ sĩ disco như The Gap Band. Do đó đây là ca khúc duy nhất trong album Nevermind ghi công cả ba thành viên trong ban làm tác giả.
Cobain nghĩ ra tên bài hát khi cô bạn Kathleen Hanna – giọng ca chính của ban nhạc riot grrrl Bikini Kill – viết trên tường của anh dòng chữ "Kurt smells like Teen Spirit". Ý Hanna là Kurt có mùi như lăn khử mùi Teen Spirit – thứ mà cô và Tobi Vail (bạn gái lúc đó của Cobain) phát hiện trong một lần tới hiệu thuốc. Cobain nói rằng anh không hề hay biết lăn khử mùi kia lúc đặt tên bài hát, phải vài tháng sau khi phát hành đĩa đơn thì anh mới biết đến nó; trước đó anh còn tưởng cái tên đó ám chỉ đến cuộc trò chuyện của họ về chủ nghĩa vô chính phủ và punk rock.
Trước khi ghi album, Nirvana đã gửi cho Vig tệp đĩa demo ghi các bài hát, bao gồm cả "Teen Spirit". Khi âm thanh bị méo do ban nhạc chơi ở âm lượng lớn, Vig lại thấy bản nhạc thật hứa hẹn. Vig và ban nhạc thu âm "Smells Like Teen Spirit" tại Sound City Studios ở Van Nuys, California vào tháng 5 năm 1991. Vig đề xuất thay đổi phần cải biên, trong đó chuyển phần guitar ứng tác sang điệp khúc và rút ngắn điệp khúc. Ban nhạc ghi đĩa cơ bản trong ba lượt, cuối cùng chọn sử dụng lượt thứ hai. Vig chỉnh một vài lỗi giữ nhịp do Cobain chuyển các phơ đạp hiệu ứng guitar của anh. Cobain chỉ thu giọng có ba lần; theo Vig kể: "Tôi thật may mắn khi Kurt thực hiện có bốn lần."

## Âm nhạc
"Smells Like Teen Spirit" là một bài hát thuộc thể loại grunge và alternative rock. Ca khúc được thu âm ở điệu tính Fa thứ gốc, theo sau là vòng hợp âm Mi thứ–Si giáng–La giáng–Rê giáng (Fm–B♭–A♭–D♭) với câu guitar riff chính cấu thành từ bốn hợp âm năm chơi theo điệu gảy nốt móc kép đảo phách của Cobain. Những hợp âm guitar này bị ghi đè nhằm tạo ra tiếng nhạc "nặng đô hơn". Đôi khi các hợp âm trên bị biến âm sắc thành những hợp âm treo là do Cobain đánh bốn dây ở đáy đàn để làm âm thanh đanh tiếng hơn. Câu riff của bài hát có nét tương đồng với bài hit "More Than a Feeling" của ban nhạc Boston, dù cho thực chất chúng không giống ý hệt. Trong các phiên khúc, Cobain sử dụng bàn đạp âm hiệu ứng Small Clone nhằm chế ra một hiệu ứng hợp âm.
"Smell Like Teen Spirit" sử dụng "cấu trúc hình thức phổ thông" gồm các quãng bốn nhịp, tám nhịp và mười hai nhịp, cụ thể là một phiên khúc tám nhịp, một tiền điệp khúc tám nhịp và một điệp khúc mười hai nhịp. Chuyên gia âm nhạc Graeme Downes – thủ lĩnh ban nhạc The Verlaines cho rằng "Smells Like Teen Spirit" là minh họa cho sự phát triển biến thể. Những nhạc tố trong cấu trúc của bài hát được ghi dấu bằng những thay đổi trong âm lượng và cường độ, chuyển từ yên tĩnh sang ồn ào nhiều lần. Cấu trúc này gồm có "những câu phiên khúc yên ắng với tiếng guitar làm người nghe lắc lư theo điệp khúc, kế đến là các điệp khúc lớn và ồn ào lấy cảm hứng từ hardcore" – trở thành hình mẫu của một bài nhạc alternative rock.
Trong các phiên khúc, ban nhạc duy trì chùm hợp âm giống điệp khúc. Cobain đánh câu guitar nốt đôi trên câu bass nốt móc đơn của Novoselic, làm đệm cho phần chùm hợp âm. Khi đến gần điệp khúc, Cobain bắt đầu chơi nốt đôi giống nhau ở mỗi nhịp của bài và hát lặp lại từ "Hello". Sau các điệp khúc đầu và thứ hai, Cobain cùng lúc hát từ "Yay" và nhíu dây đàn. Sau điệp khúc thứ hai, Cobain đánh đoạn guitar solo dài 16 quãng rồi bắt đầu hát từ phần phiên khúc đến tiền điệp khúc. Ở điệp khúc kết bài, Cobain liên tục hát "A denial"; anh trở nên lạc giọng vì sức ép của tiếng hét.

## Ca từ và diễn giải
Ca từ "Smells Like Teen Spirit" thường khó hiểu đối với người nghe, không chỉ vì tính chất mơ hồ mà còn bởi giọng hát lè nhè, khàn đặc của Cobain. Vấn đề này càng trở nên phức tạp hơn do các dòng ghi chú của Nevermind không ghi bất kỳ lời bài hát nào ngoại trừ một vài đoạn lời được chọn lọc. Chính sự khó hiểu này đã góp phần tạo nên sự phản đối ban đầu từ các đài phát thanh trong việc đưa ca khúc vào danh sách phát nhạc của họ; một nhân viên chiêu thị của hãng đĩa Geffen từng kể rằng những người đến từ đài phát thanh đã bảo cô: "Chúng tôi không thể phát bài này! Tôi chẳng hiểu nổi cậu ta đang hát cái gì." MTV thậm chí đã phải chuẩn bị một phiên bản MV có phụ đề lời bài hát chạy bên dưới màn hình, và chỉ phát bản này khi "Smells Like Teen Spirit" được đưa vào lịch chiếu dày đặc của kênh. Mãi đến năm 1992, ca từ trích từ album — cũng như một số câu hát từ những phiên bản cũ hoặc thay thế của các bài hát — mới được công bố thông qua những dòng ghi chú cho đĩa đơn "Lithium". Phê bình gia nhạc rock người Mỹ Dave Marsh đã chú ý đến bình luận của các DJ cho rằng ca khúc là "'Louie Louie' của thập niên 1990", với lời bình: "Giống 'Louie' nhưng thậm chí còn hơn thế, 'Teen Spirit' hé lộ bí mật của nó một cách miễn cưỡng và thường không rõ ràng." Với mục tiêu cố gắng giải mã lời bài hát, Marsh thấy rằng sau khi đọc phần lời chính thức từ bản phổ nhạc thì "những gì tôi tưởng tượng ra thậm chí còn hay hơn (hoặc ít nhất là hài lòng hơn) so với những gì Nirvana thực sự hát." Ông nói thêm: "Điều tệ hơn tất thảy là tôi vẫn không chắc mình hiểu gì thêm về [ý nghĩa của] 'Smells Like Teen Spirit' , kể cả sau khi đã móc hầu bao để mua về phiên bản chính thức của sự thực."
Cuốn sách Teen Spirit: The Stories Behind Every Nirvana Song miêu tả "Teen Spirit" là "một cuộc khám phá về sự ý nghĩa và vô nghĩa mang màu sắc u tối điển hình của Cobain". Azerrad khai thác sự đối lập giữa những ca từ mâu thuẫn của Cobain (như "It's fun to lose and to pretend") và nhận xét: "điểm nổi bật không chỉ là xung đột giữa hai ý tưởng đối lập, mà còn là sự bối rối và giận dữ mà xung đột ấy tạo ra ở người kể chuyện—anh ấy giận giữ mà lại bối rối nữa". Azerrad kết luận rằng ca khúc là "phản ứng mỉa mai luân phiên lên ý tưởng thật sự có một cuộc cách mạng, mà cũng bao hàm cả ý tưởng đó nữa". Ngoài ra, "cặp câu nổi tiếng gây khó hiểu"—"A mulatto, an albino / A mosquito, my libido"—theo lời Azerrad: "chỉ là cặp câu đối ứng, cách nói hài hước rằng người kể chuyện đang rất hứng tình". Trong cuốn tiểu sử của Charles R. Cross về Cobain mang tên Heavier Than Heaven, Cross nhận định rằng bài hát là chi tiết liên hệ đến mối quan hệ của Cobain với cô bạn gái cũ Tobi Vail. Cross trích lại câu "She's over-bored and self-assured" và cho rằng ca khúc "chẳng thể nói về ai khác được nữa". Cross bổ sung nhận định của mình bằng phần lời bài từng xuất hiện ở các bản nháp trước, như "Who will be the King & Queen of the outcasted [sic] teens".
"Teen Spirit" được nhiều người hiểu là một bài thánh ca cách mạng tuổi thiếu niên, và cách hiểu này càng được củng cố qua MV của bài. Trong một buổi phỏng vấn được thực hiện vào ngày phát hành Nevermind, Cobain cho biết bài hát nói về đám bạn của mình; anh giải thích: "Chúng tôi vẫn thấy như mình là thiếu niên bởi vì chúng tôi không tuân theo những nguyên tắc mà người ta trông đợi ở bọn tôi khi làm người lớn ... Đây cũng là một bài chủ đề cách mạng tuổi thiếu niên." Trong cuốn tiểu sử Come as You Are: The Story of Nirvana của Michael Azerrad, Cobain chia sẻ anh cảm thấy có trách nhiệm "phải miêu tả những gì tôi cảm nhận về môi trường xung quanh, về thế hệ của tôi và về những người cùng trang lứa với tôi". Anh còn nói: "Toàn bộ bài hát được cấu thành từ những ý tưởng mâu thuẫn lẫn nhau ... Bài đó chỉ đang chế giễu cái ý tưởng về một cuộc cách mạng. Song đó lại là một ý tưởng hay ho." Khi Cobain tham gia nhiều cuộc phỏng vấn hơn, anh thay đổi cách giải thích về ca khúc và hiếm khi nói rõ về ý nghĩa của bài. Grohl cho rằng anh chẳng tin ca khúc truyền tải bất cứ thông điệp gì: "Khi chứng kiến Kurt viết lời nhạc chỉ năm phút trước khi cất tiếng hát lần đầu tiên, bạn sẽ khó lòng tin rằng ca khúc ấy đang truyền tải điều gì đó sâu sắc. Đôi khi bạn chỉ cần các âm tiết để lấp đầy khoảng trống hoặc cần vài từ vần với nhau cho trôi tai."

## Phát hành và đón nhận
"Smells Like Teen Spirit" có mặt trên sóng phát thanh vào ngày 27 tháng 8 năm 1991. Ngày 10 tháng 9, bài hát được chọn làm đĩa đơn chính trích từ Nevermind – sản phẩm đầu tay của Nirvana với hãng đĩa lớn DGC Records. Mặc dù lúc đầu không lọt vào các bảng xếp hạng âm nhạc, ca khúc vẫn bán chạy tại một số khu vực ở Mỹ có sẵn nhóm người hâm mộ trung thành của Nirvana. Ban nhạc dự định biến đĩa đơn thành một bản nhạc alternative rock nhằm xây dựng nhóm người hâm mộ mình chứ không hề kỳ vọng nó sẽ thành bài hit; đĩa đơn kế tiếp "Come as You Are" mới là bài mà Nirvana định dùng có thể gặt hái thành công trên thị trường nhạc quần chúng. Tuy nhiên, các trạm phát thanh nhạc rock đại học và modern rock lại chọn "Smells Like Teen Spirit" để lên sóng với tần suất dày đặc. Danny Goldberg thuộc hãng quản lý Gold Mountain của Nirvana cho hay: "Chẳng ai trong chúng tôi thấy nó là một ca khúc hướng tới thị hiếu số đông, nhưng khán giả lại nghe và [yêu thích] bài hát ngay lập tức... Họ nghe ca khúc phát trên radio rồi đổ xô nhau như chuột Lemming để mua bằng được nó".
Video âm nhạc (MV) của "Smells Like Teen Spirit" có màn ra mắt toàn thế giới trên chương trình phát nhạc alternative rock đêm muộn của MTV có tên 120 Minutes; để rồi MV trở nên nổi tiếng đến mức nhà đài này bắt đầu cho phát ca khúc vào các khung giờ ban ngày. MTV còn bổ sung MV vào chuyên mục "Buzz Bin" của kênh vào tháng 10 và giữ ca khúc tại chuyên mục này đến giữa tháng 12. Cuối năm đó, ca khúc, MV và cả album Nevermind đều trở thành những nhạc phẩm hit. "Smells Like Teen Spirit" – Nevermind trở thành hiện tượng hiếm hoi thành công trên nhiều nền tảng khi tiếp cận được tất cả các hình thức phát nhạc rock lớn như modern rock, hard rock, album rock và radio đại học (college radio).
"Smells Like Teen Spirit" gặt hái thành công cả về mặt chuyên môn lẫn thương mại. Ca khúc đứng đầu cuộc bầu chọn "Pazz & Jop" của Village Voice và các cuộc bầu chọn cuối năm của Melody Maker, đồng thời giành vị trí số hai trong danh sách những đĩa đơn bán chạy nhất năm của Rolling Stone. Nhạc phẩm vươn lên hạng 6 (vị trí cao nhất) trên bảng xếp hạng đĩa đơn Billboard Hot 100 ở cùng tuần mà Nevermind đoạt ngôi quán quân trên bảng xếp hạng album. "Teen Spirit" chiếm ngôi đầu bảng xếp hạng Modern Rock Tracks và nhận được chứng chỉ bạch kim (tương đương cho một triệu bản được tiêu thụ) bởi Hiệp hội Công nghiệp ghi âm Hoa Kỳ (RIAA). Tuy nhiên, nhiều nhà đài Top 40 của Mỹ đã ngần ngại phát ca khúc này với mật độ dày đặc và chỉ phát hạn chế vào ban đêm.
Đĩa đơn còn gặt hái thành công ở những quốc gia khác. Tại Liên hiệp Anh, "Smells Like Teen Spirit" đứng thứ bảy và trụ ở bảng xếp hạng trong 184 tuần. Ca khúc nhận được hai đề cử giải Grammy: Trình diễn giọng hard rock xuất sắc và Bài hát rock hay nhất. Entertainment Weekly sau này đã liệt thất bại của Nirvana trước Eric Clapton ở hạng mục Bài hát rock hay nhất là một trong 10 bất ngờ lớn nhất lịch sử Grammy. Ngoài nước Mỹ, bài hát đứng đầu bảng xếp hạng ở Bỉ, Pháp, New Zealand và Tây Ban Nha. Bài hát nằm trong top năm của nhiều bảng xếp hạng châu Âu và đạt hạng năm ở Úc. Bản nhạc xuất hiện trong nhiều bảng xếp hạng cuối năm, trong đó phải kể đến vị trí số mười tại New Zealand, số 17 tại Bỉ và Đức, và số 32 trên bảng xếp hạng Billboard Hot 100 cuối năm.
Thành công của "Smells Like Teen Spirit" đã đưa Nevermind vọt lên vị trí quán quân ở một số bảng xếp hạng album vào đầu năm 1992, trở thành dấu mốc biến thể loại grunge trở thành dòng nhạc phổ thông. Nhờ thành công của Nirvana, Michael Azerrad đã viết trong một bài báo đăng trên Rolling Stone vào năm 1992: "'Smells Like Teen Spirit' là một bản thánh ca dành cho (hoặc chống lại?) thế hệ 'Why Ask Why?'. Nhưng đừng gọi Cobain là người phát ngôn cho cả một thế hệ." Mặc dù vậy, báo giới âm nhạc vẫn gán cho ca khúc danh hiệu "thánh ca của một thế hệ", đồng thời ví Cobain là người phát ngôn bất đắc dĩ của Thế hệ X. The New York Times nhận định rằng "'Smells Like Teen Spirit' có thể được xem là phiên bản của thế hệ này giống như đĩa đơn năm 1976 'Anarchy in the U.K.' của Sex Pistols, nếu không có sự mỉa mai cay đắng toát ra từ chính nhan đề bài nhạc... bởi vì Nirvana hiểu quá rõ rằng cái gọi là tinh thần thanh thiếu niên (teen spirit) thông thường bị đóng chai, gói gém lại và đem bán."
Nirvana trở nên khó chịu với thành công của bài hát và thường loại "Teen Spirit" khỏi danh sách tiết mục trong các buổi hòa nhạc sau đó. Trước khi trình làng album kế tiếp In Utero vào năm 1993, Novoselic chia sẻ: "Nếu không có 'Teen Spirit', tôi chẳng biết Nevermind sẽ ra sao... Không có 'Teen Spirits' trong In Utero đâu." Cobain phát biểu vào năm 1994: "Tôi vẫn thích biểu diễn 'Teen Spirit', nhưng thật sự rất là ngại khi làm vậy... Mọi người chú ý tới bài hát ấy quá nhiều."

## Video âm nhạc

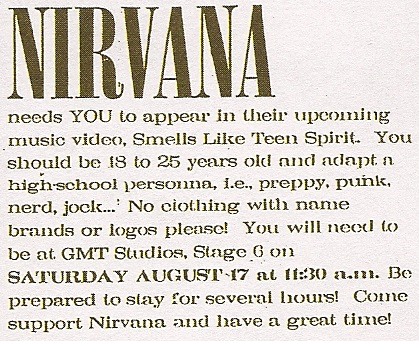
Thông báo từ Nirvana cổ động khán giả đến tham gia thực hiện video âm nhạc của "Smells Like Teen Spirit".

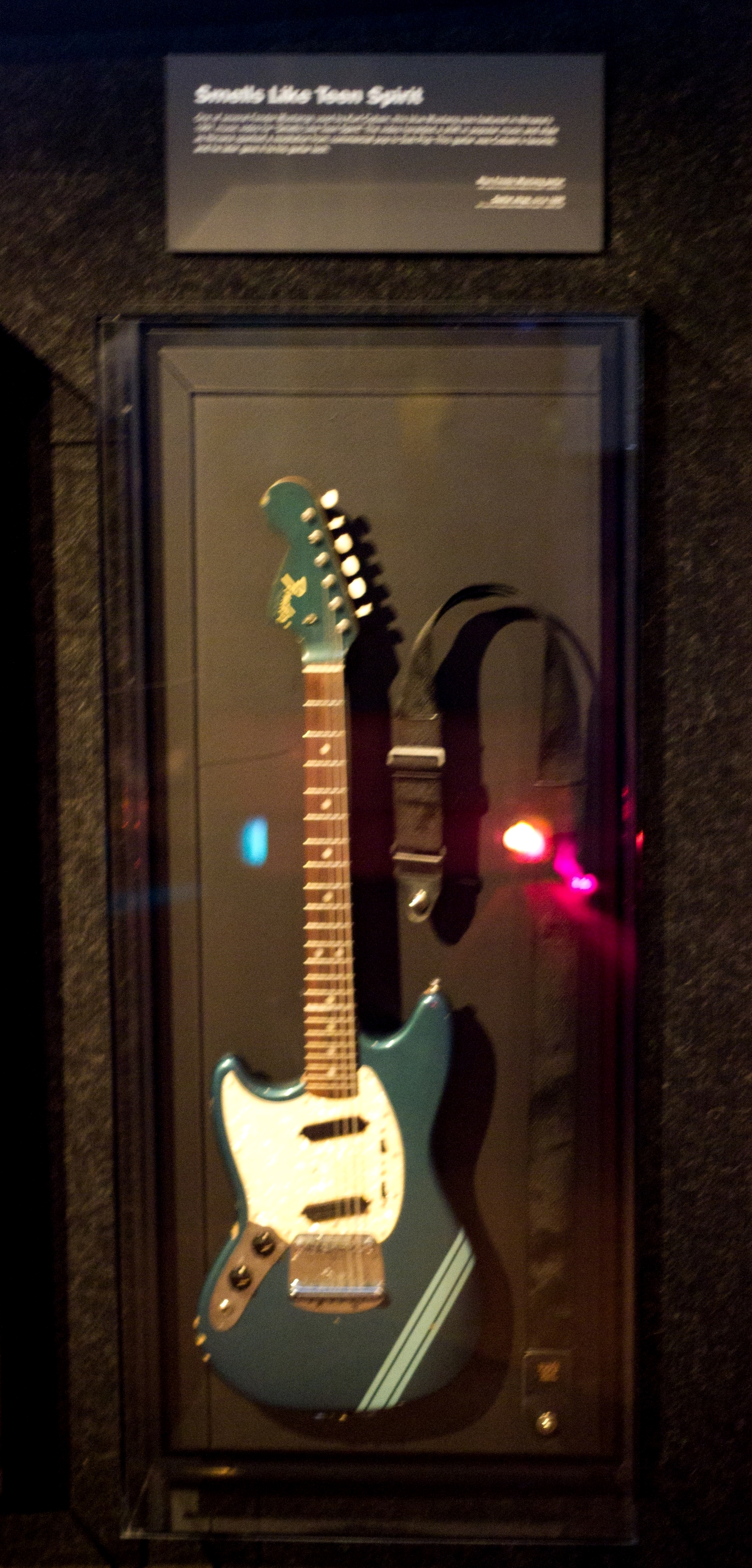
Cây đàn guitar Fender Mustang mà Kurt Cobain chơi trong MV của bài "Smells Like Teen Spirit".

Video âm nhạc (MV) của "Smells Like Teen Spirit" là tác phẩm đầu tiên của đạo diễn Samuel Bayer. Bayer tin rằng ông được thuê chỉ đạo MV vì cuộn phim thử nghiệm của ông quá tệ, và ban nhạc đoán rằng sản phẩm của ông sẽ có chất "punk" và "không tiếp thị". MV được xây dựng dựa trên khái niệm về một buổi hòa nhạc học đường kết thúc trong tình trạng hỗn loạn và náo động, lấy cảm hứng từ phim Over the Edge (1979) của Jonathan Kaplan và bộ phim Rock 'n' Roll High School của Ramones. Kinh phí làm MV ước tính rơi vào khoảng 30.000–50.000 đô la Mỹ (USD).
MV được ghi hình vào ngày 17 tháng 8 năm 1991, tại Trường quay số sáu của GMT Studios ở Culver City. MV có sự tham gia của Nirvana biểu diễn tại hội trường cổ động (pep rally) trước đối tượng khán giả là những học sinh hờ hững trên khán đài, cùng các hoạt náo viên mặc váy đen in hình biểu tượng vô chính phủ Circle-A. MV có sự xuất hiện thoáng qua của Burton C. Bell (sau này trở thành giọng ca chính của ban nhạc heavy metal Fear Factory). Đôi khi góc máy chuyển sang cảnh một người lao công (do Tony De La Rosa thể hiện) mặc áo liền quần màu xanh nước biển và nhảy bằng cách đẩy cán chổi. MV kết thúc với cảnh học sinh đập phá sân khấu và phá hủy thiết bị của ban nhạc. Sự bất mãn của họ là thật; những diễn viên quần chúng bị buộc phải ngồi yên một chỗ nghe bài hát bật lại nhiều lần trong suốt biểu chiều ghi hình. Cobain đã thuyết phục Bayer cho phép các diễn viên quần chúng nhảy điên cuồng theo điệu nhạc (moshing), và trường quay lập tức biến thành một cảnh tượng hỗn loạn. Cobain kể: "Ngay khi bọn trẻ bước ra ngoài, chúng chỉ nói 'đồ khốn', vì chúng quá mệt mỏi với mấy trò nhảm nhí của Bayer suốt cả ngày trời".
Cobain ghét bản dựng cuối cùng của Bayer nên giám sát khâu tái biên tập MV, từ đó cho ra phiên bản cuối cùng. Một sự bổ sung chính của Cobain là góc máy áp chót, tức quay cận mặt anh sau khi nó bị che khuất trong phần lớn MV. Một thay đổi lớn nữa liên quan đến hai cảnh gồm hiệu trưởng đứng kế bên loa phóng thanh và bị phun giấy vụn vào người, và một giáo viên mặc đồ như mọt sách, đội chiếc mũ "Dunce" nhảy theo bài hát rồi bị trói vào cột bóng rổ. Cobain đã nhờ biên tập viên xóa cảnh hiệu trưởng và phần lớn cảnh của giáo viên kia, trừ cảnh kết mà giáo viên ấy bị trói vào cột trong khi người lao công đang quét sàn. Bayer kể rằng không như những nghệ sĩ anh từng cộng tác sau này, Cobain không phải là người phù phiếm và quan tâm nhiều hơn đến việc "MV phải thể hiện đúng tinh thần và thông điệp của của họ".

### Đón nhận
MV của "Smells Like Teen Spirit" đã nhận được những đánh giá tích cực. Cây bút David Fricke của Rolling Stone miêu tả MV là "buổi diễn tuyệt vời nhất bạn có thể tưởng tượng ra." Ngoài vị trí quán quân ở các hạng mục dành cho đĩa đơn, "Teen Spirit" còn chiếm ngôi đầu hạng mục MV trong cuộc bầu chọn "Pazz & Jop" (1991) của Village Voice. MV giúp cho Nirvana giành chiến thắng các giải Nghệ sĩ mới xuất sắc nhất và Nhóm nhạc alternative xuất sắc nhất tại lễ trao giải Video âm nhạc của MTV 1992; năm 2000 Sách Kỷ lục Guinness vinh danh "Teen Spirit" là bài hát có MV được phát nhiều nhất trên sóng MTV châu Âu. Nhiều năm sau, Amy Finnerty – cựu nhân viên thuộc bộ phận chương trình của MTV cho rằng MV "đã thay đổi toàn bộ diện mạo của MTV" bằng cách đem lại cho họ "một thế hệ hoàn toàn mới".
Rolling Stone xếp MV của "Smells Like Teen Spirit" ở vị trí số hai trong danh sách "Top 100 video âm nhạc" của họ vào năm 1993. MTV xếp MV của bài ở vị trí thứ ba trong danh sách "100 video âm nhạc vĩ đại nhất từng ra đời" vào năm 1999. VH1 lần đầu chọn MV của "Teen Spirit" ở hạng 18 trong danh sách "100 khoảnh khắc rock and roll vĩ đại nhất trên truyền hình" (2000), lưu ý rằng tác phẩm đã biến alternative rock thành "một thế lực thương mại và văn hóa đại chúng". Năm 2001, VH1 ghi danh MV là video âm nhạc vĩ đại thứ tư mọi thời. MV được chế theo lối nhạc chế trong MV bài "Smells Like Nirvana" của "Weird Al" Yankovic và được nhắc đến trong MV bài "Rock This Party (Everybody Dance Now)" (2006) của Bob Sinclar. Tính đến 25 tháng 12 năm 2019, MV đã cán mốc một tỷ lượt xem trên YouTube.

## Trình diễn trực tiếp
Ngày 17 tháng 4 năm 1991, "Smells Like Teen Spirit" lần đầu được trình bày trực tiếp tại tụ điểm OK Hotel ở Seattle, Washington. Tiết mục có xuất hiện trong đĩa DVD của hộp đĩa (box set) With the Lights Out (2004), còn các clip ngắn hơn được đưa vào đĩa DVD Nevermind của Classic Albums, cũng như bộ phim tài liệu Hype!. Vì lời ca khúc chưa được sáng tác hoàn chỉnh, thế nên có sự khác biệt rõ rệt giữa phần lời đó và phiên bản cuối cùng. Ví dụ, tiết mục đầu tiên bắt đầu bằng câu "Come out and play, make up the rules" thay vì câu mở đầu trong bản cuối là "Load up on guns, bring your friends". Bản ghi một phiên bản trước đó có trong With the Lights Out và cả đĩa Sliver: The Best of the Box. Tiết mục tương tự trình bày bài hát lần đầu được ghi lại trong phim tài liệu 1991: The Year Punk Broke, phim được ghi hình trong tour mùa hè ở châu Âu với Sonic Youth.
Tiết mục đầu tiên trên truyền hình quốc tế của "Smells Like Teen Spirit" diễn ra vào ngày 8 tháng 11 năm 1991, trên chương trình truyền hình của Anh là The Word. Cobain mở đầu bằng tuyên bố: "Tôi muốn mọi người trong phòng này biết rằng Courtney Love, giọng ca chính của nhóm nhạc pop tuyệt vời Hole, là bạn tình tuyệt nhất thế giới." Một năm sau thì Cobain và Love kết hôn.
Nirvana thường đổi lời và nhịp bài hát ở những lần diễn trực tiếp. Một vài tiết mục diễn bài hát trực tiếp có câu "our little group has always been" bị đổi thành "our little tribe has always been", có thể thấy trong album trực tiếp From the Muddy Banks of the Wishkah (1996). Rolling Stone nhận xét rằng phiên bản "Teen Spirit" trong Wishkah "[cho thấy] phần nhạc điệu guitar của Cobain nằm ngoài ranh giới giai điệu của bài hát và thổi luồng sinh khí mới vào bài hit tưởng như đã hết đặc biệt này". Một tiết mục cải biên nổi bật khác của "Smells Like Teen Spirit" diễn ra ở chương trình Top of the Pops của BBC vào năm 1991. Trong chương trình, ban nhạc từ chối bắt chước theo những bản thu sẵn và Cobain cố tình hát toàn bộ ca khúc thấp xuống một quãng tám và thay đổi nhiều ca từ trong bài (ví dụ như "Load up on guns, bring your friends" đổi thành "Load up on drugs, kill your friends"). Sau đó Cobain kể rằng anh đang cố bắt chước âm thanh của Morrissey (cựu giọng ca The Smiths). Khi Top of the Pops bị hủy chiếu vào năm 2006, The Observer liệt tiết mục "Smells Like Teen Spirit" của Nirvana là tiết mục xuất sắc thứ ba trong lịch sử chương trình. Tiết mục này có thể được phát trong video tại gia Live! Tonight! Sold Out!! (1994).

## Di sản
Được mệnh danh là "thánh ca của những đứa trẻ lãnh đạm" thuộc Thế hệ X, "Smells Like Teen Spirit" tiếp tục nhận được sự tán dương từ giới phê bình và thường được xếp vào hãng ngũ những bài hát vĩ đại nhất mọi thời đại ngay cả nhiều năm sau vụ tự sát của Cobain vào năm 1994 dẫn tới Nirvana tan rã. Ca khúc đã được ghi tên vào danh sách "bài hát định hình rock and roll" của Đại sảnh Danh vọng Rock and Roll vào năm 1997. Năm 2000, VH1 xếp ca khúc ở vị trí 41 trong danh sách "100 bài hát rock vĩ đại nhất", còn MTV và Rolling Stone xếp bản nhạc đứng thứ bai trong các danh sách "100 bài hát pop vĩ đại nhất" của mỗi ấn phấm. Hiệp hội Công nghiệp Ghi âm Hoa Kỳ liệt "Smells Like Teen Spirit" ở vị trí thứ 80 trong danh sách "Những bài hát của thế kỷ". Năm 2002, NME trao cho bài hát hạng hai trong danh sách "100 đĩa đơn vĩ đại nhất mọi thời", còn Kerrang! liệt "Teen Spirit" ở hạng nhất trong danh sách "100 đĩa đơn vĩ đại nhất mọi thời" của tạp chí ấy. VH1 chọn "Smells Like Teen Spirit" đứng số một trong danh sách "100 bài hát vĩ đại nhất trong 25 năm qua" vào năm 2003, cùng năm ấy, ca khúc đứng thứ ba trong cuộc bầu chọn "1001 bài hát hay nhất từ trước đến nay" của tạp chí Q. Năm 2021, Rolling Stone liệt "Smells Like Teen Spirit" ở hạng năm trong danh sách "500 bài hát vĩ đại nhất mọi thời". Nhạc phẩm đứng thứ sáu trong cuộc bầu chọn "Bài hát hay nhất toàn cầu từ trước đến nay" của NME vào năm 2005.
Trong cuộc bầu chọn Ca từ yêu thích quốc dân của đài VH1 Anh, câu hát "I feel stupid and contagious / Here we are now, entertain us" được bầu chọn cao thứ ba với 13.000 lá phiếu. VH1 chọn "Smells Like Teen Spirit" đứng số một trong danh sách "100 bài hát vĩ đại nhất của thập niên 90" vào năm 2007, trong khi Rolling Stone điền tên ca khúc ở hạng mười trong danh sách "100 bài hát soạn cho guitar vĩ đại nhất mọi thời". Năm 2009, bài hát lại được bầu chọn ở hạng nhất lần thứ ba liên tiếp trong danh sách Triple J Hottest 100 of All Time tại Úc (trước đó từng xếp thứ nhất vào các năm 1991 và 1998). Cũng năm ấy, VH1 chọn ca khúc đứng thứ bảy trong danh sách "100 bài hát hard rock vĩ đại nhất". Tuy trước đó từng đề xuất đưa Nevermind vào "100 album của mọi thời đại" và ghi rằng "'Smells Like Teen Spirit' ... có thể là bài hát dở nhất album," sau đó tạp chí Time lại đưa ca khúc vào danh sách "100 bài hát của mọi thời đại" vào năm 2011. Cùng năm ấy, "Smells Like Teen Spirit" nằm giữ vị trí số chín trong danh sách cập nhật của Rolling Stone là "500 bài hát vĩ đại nhất", còn vào năm 2019, ấn phẩm lại điền bài ở vị trí số một trong danh sách "50 bài hát hay nhất thập niên 90". NME xếp ca khúc ở vị trí số hai trong danh sách "100 bài nhạc hay nhất thập niên 90" vào năm 2012, và vị trí số 100 trong danh sách "500 bài hát vĩ đại nhất" vào năm 2014. Năm 2015, nhạc phẩm cũng được vinh danh là bài hát biểu tượng nhất theo nghiên cứu của đại học Goldsmith's College; nghiên cứu này phân tích nhiều bài hát có trong danh sách "những bài hát hay nhất lịch sử", sử dụng phần mềm phân tích để so sánh điệu tính, số nhịp/phút (BPM), tính đa dạng của hợp âm, nội dung ca từ, tính đa dạng của âm sắc và sự biến đổi về âm thanh – kết quả chỉ ra bài hát đã được tôn vinh với danh hiệu trên. Năm 2017, ca khúc được đưa vào Đại sảnh Danh vọng Grammy.
"Smells Like Teen Spirit" được phát hành dưới bản đĩa đơn vinyl 7-inch số lượng hạn chế vào tháng 12 năm 2011. Trong hành động nhằm bắt chước chiến dịch quảng bá thành công bài hát "Killing in the Name" của Rage Against the Machine trên Facebook, một chiến dịch trực tuyến đã được khởi động để quảng bá "Smells Like Teen Spirit" đoạt ngôi quán quân mùa Giáng Sinh 2011 trên UK Singles Chart nhằm phản đối vụ hợp tác của chương trình truyền hình The X Factor với tổ chức từ thiện Rhythmix. Một chiến dịch tương tự cũng được khởi động ở Ireland để đưa tác phẩm lên ngôi quán quân mùa Giáng Sinh 2011 trên Irish Singles Chart. Nhờ chiến dịch kể trên mà bài hát đạt được vị trí số mười một trên UK Singles Chart, bán được 30.000 bản. Theo báo cáo cuối năm 2019 của Nielsen Music, "Smells Like Teen Spirit" là ca khúc được phát nhiều nhất thập niên trên đài phát thanh mainstream rock với 145.000 lượt. Toàn bộ những bài hát trong top mười đều từ thập niên 1990. Tháng 6 năm 2021, "Smells Like Teen Spirit" trở thành bài hát thứ hai từ thập niên 1990 đạt mốc 1 tỷ lượt phát trực tuyến (stream) trên Spotify. Tính đến năm 2024, nhạc phẩm xếp thứ 80 trong danh sách bài hát có số lượt stream nhiều nhất trên Spotify. Với 2,203 tỷ lượt nghe, đây trở thành bài hát được phát trực tuyến nhiều nhất từ thập niên 90 trên nền tảng này.

## Cover và nhạc chế
Tori Amos đã thu ca khúc và phát hành trong đĩa đơn EP "Crucify" vào năm 1992. Dave Grohl bình luận về các bản cover Nirvana vào năm 1996: "Có ít ban nhạc ngoài kia dám cover nhạc của Nirvana và điều đó thật nực cười, đấy gần như là sự xúc phạm, đó là suy nghĩ của tôi. Bản cover (Smells Like Teen Spirit) của Tori Amos lại ổn. Ý tôi là bản đó khá buồn cười. Cô ấy có thể làm bất cứ chuyện gì mình muốn mà." "Weird Al" Yankovic đã nhạc chế bài hát vào năm 1992 với "Smells Like Nirvana", một ca khúc nói về chính Nirvana. Cobain nhanh chóng đồng ý cho Yankovic nhạc chế, song anh hỏi: "Bài đó nói về đồ ăn phải không nhỉ?" Yankovic đáp: "Không đâu, bài đó nói về việc chẳng ai có thể hiểu được ca từ của anh ra sao." Sau khi nghe bản nhạc chế, Cobain và các đồng đội đã cười phá lên. Yankovic kể lại rằng Cobain đã nói với giọng ca sinh năm 1959 rằng anh nhận ra Nirvana "đã thành công" khi nghe bản nhạc chế này. Năm 1995, ban nhạc queercore Pansy Division thu bản cover với phần lời đã được thay đổi, bài có tựa "Smells Like Queer Spirit" nằm trong album Pile Up. Tay guitar Jon Ginoli của Pansy Division quả quyết rằng bản cover bài hát của ban nhạc không phải nhạc chế mà là "một sự tri ân trìu mến". Trong bộ phim Đại nhạc hội rối năm 2011 và nhạc của phim, một tiết mục của đoàn rối Muppet Telethon có sự tham gia của Rowlf the Dog, Link Hogthrob, Sam Eagle và Beaker đã trình bày bài hát với đội hình tứ tấu barbershop; ở cảnh này, một khách mời bất đắc dĩ là Jack Black cáo buộc họ "đã hủy hoại một trong những bài hát vĩ đại nhất mọi thời". Bộ phim điện ảnh Pan (2015) có một bản cover của bài hát do Hugh Jackman (hóa thân thành cướp biển Râu Đen) và các diễn viên khác thể hiện trong cảnh nhạc kịch giới thiệu băng cướp biển của Râu Đen. Bài hát được lựa chọn ở cảnh phim này sau khi những bài hát cướp biển truyền thông khác "không ăn khớp" với các nhà làm phim trong những buổi tập dượt. Một bản thu âm của nữ ca sĩ Malia J được dùng trong cảnh đề tên mở đầu của bộ phim Góa phụ đen (2021).

## Đội ngũ sản xuất
Danh sách nhân sự được lấy từ các ghi chú lót của Nevermind
Nirvana
- Kurt Cobain (không đề tên) – hát, guitar
- Krist Novoselic (không đề tên) – bass
- Dave Grohl (không đề tên) – trống, hát bè trong bài "Drain You"

Đội kỹ thuật
- Butch Vig – nhà sản xuất, kỹ sư
- Nirvana – nhà sản xuất, kỹ sư
- Craig Montgomery – sản xuất và kỹ sư trong bài "Even in His Youth" và "Aneurysm"‡
- Andy Wallace – trộn âm

 Ca khúc xuất hiện ở mọi định dạng phát hành, ngoại trừ bản 7" của Anh và một vài sản phẩm quảng bá.
‡ Chỉ kèm bài "Even in His Youth" trên CD và promo 12"; đồng thời tách riêng trong đĩa 12" (đĩa ảnh) của Anh.

## Xếp hạng
| Xếp hạng (1991–1992)                         | Vị trí cao nhất |
| -------------------------------------------- | --------------- |
| Úc (ARIA)                                    | 5               |
| Australia Alternative (ARIA)                 | 1               |
| Áo (Ö3 Austria Top 40)                       | 8               |
| Bỉ (IFPI Belgium)                            | 1               |
| Bỉ (Ultratop 50 Flanders)                    | 1               |
| Bỉ (VRT Top 30 Flanders)                     | 1               |
| Buenos Aires (UPI)                           | 1               |
| Canada Top Singles (RPM)                     | 9               |
| Canada Contemporary Album Radio (The Record) | 22              |
| Đan Mạch (ANR North Jutland)                 | 3               |
| European Hot 100 Singles (Music & Media)     | 4               |
| European Hit Radio Top 40 (Music & Media)    | 31              |
| Finland (Suomen virallinen lista)            | 8               |
| Pháp (SNEP)                                  | 1               |
| Đức (GfK)                                    | 2               |
| Ireland (IRMA)                               | 15              |
| Ý (Musica e dischi)                          | 3               |
| Hà Lan (Dutch Top 40)                        | 3               |
| Hà Lan (Single Top 100)                      | 3               |
| New Zealand (Recorded Music NZ)              | 1               |
| Na Uy (VG-lista)                             | 2               |
| Bồ Đào Nha (AFP)                             | 2               |
| Tây Ban Nha (AFYVE)                          | 1               |
| Thụy Điển (Sverigetopplistan)                | 3               |
| Thụy Sĩ (Schweizer Hitparade)                | 6               |
| UK Network Singles (MRIB)                    | 7               |
| Anh Quốc (OCC)                               | 7               |
| UK Airplay (ERA)                             | 32              |
| Hoa Kỳ Billboard Hot 100                     | 6               |
| Hoa Kỳ Alternative Songs (Billboard)         | 1               |
| Hoa Kỳ Dance Club Songs (Billboard)          | 14              |
| Hoa Kỳ Mainstream Rock (Billboard)           | 7               |
| US Top 100 Pop Singles (Cashbox)             | 5               |
| US CHR Top 40 (Radio & Records)              | 9               |
| US AOR Tracks (Radio & Records)              | 7               |

| Xếp hạng (2021)                   | Vị trí cao nhất |
| --------------------------------- | --------------- |
| Thế giới Global 200 (Billboard)   | 92              |
| Hoa Kỳ Hot Rock Songs (Billboard) | 9               |

| Xếp hạng (1992)                          | Vị trí |
| ---------------------------------------- | ------ |
| Úc (ARIA)                                | 46     |
| Bỉ (Ultratop 50 Flanders)                | 17     |
| Canada Top Singles (RPM)                 | 79     |
| European Hot 100 Singles (Music & Media) | 10     |
| Đức (Official German Charts)             | 17     |
| Hà Lan (Dutch Top 40)                    | 29     |
| Hà Lan (Single Top 100)                  | 28     |
| New Zealand (Recorded Music NZ)          | 10     |
| US Billboard Hot 100                     | 32     |
| US AOR Tracks (Radio & Records)          | 63     |

| Xếp hạng (2011)  | Vị trí |
| ---------------- | ------ |
| UK Singles (OCC) | 184    |

| Xếp hạng (2021)        | Vị trí |
| ---------------------- | ------ |
| Global 200 (Billboard) | 113    |
| Bồ Đào Nha (AFP)       | 182    |

| Xếp hạng (2022)        | Vị trí |
| ---------------------- | ------ |
| Global 200 (Billboard) | 86     |

| Xếp hạng (2023)        | Vị trí |
| ---------------------- | ------ |
| Global 200 (Billboard) | 169    |

| Xếp hạng (2010–2019)                       | Vị trí |
| ------------------------------------------ | ------ |
| US Mainstream Rock (Nielsen Music)         | 1      |
| Canadian Mainstream Rock Radio (Billboard) | 1      |

## Chứng nhận
| Quốc gia | Chứng nhận   | Số đơn vị/doanh số chứng nhận |
| --- | ------------ | ----------------------------- |
| Úc (ARIA) | 12× Bạch kim | 840.000‡                      |
| Brasil (Pro-Música Brasil) | 2× Bạch kim  | 120.000‡                      |
| Canada (Music Canada) | 8× Bạch kim  | 640.000‡                      |
| Đan Mạch (IFPI Đan Mạch) | 2× Bạch kim  | 180.000‡                      |
| Đức (BVMI) | Vàng         | 250.000‡                      |
| Ý (FIMI) Doanh số tính từ năm 2009 | 3× Bạch kim  | 300.000‡                      |
| New Zealand (RMNZ) | Vàng         | 5.000*                        |
| Bồ Đào Nha (AFP) | 3× Bạch kim  | 120.000‡                      |
| Tây Ban Nha (PROMUSICAE) | 2× Bạch kim  | 120.000‡                      |
| Thụy Điển (GLF) | Vàng         | 25.000^                       |
| Anh Quốc (BPI) Doanh số tính từ năm 2004 | 4× Bạch kim  | 2.400.000‡                    |
| Hoa Kỳ (RIAA) | Bạch kim     | 1.000.000^                    |
| Hoa Kỳ (RIAA) Doanh số nhạc số | Vàng         | 2.837.000                     |
| Streaming |              |                               |
| Đan Mạch (IFPI Đan Mạch) | Vàng         | 900.000                       |
| Hy Lạp (IFPI Hy Lạp) | Bạch kim     | 2.000.000                     |
| * Chứng nhận dựa theo doanh số tiêu thụ. · ^ Chứng nhận dựa theo doanh số nhập hàng. · ‡ Chứng nhận dựa theo doanh số tiêu thụ và phát trực tuyến. · Chứng nhận dựa theo doanh số phát trực tuyến. |              |                               |